# Mimudea helviusalis
Mimudea helviusalis là một loài bướm đêm trong họ Crambidae.